# 瀬戸薫
瀬戸 薫（せと かおる、1947年 - ）は日本の実業家。ヤマトホールディングス元会長。神奈川県小田原市出身。神奈川県立小田原高等学校、中央大学法学部卒業。

## 経歴
- 1970年　-　中央大学法学部卒業、大和運輸㈱入社。
- 1987年　-　ヤマト運輸㈱営業推進部宅急便課長。
- 1975年　-　宅急便開発プロジェクトチームに[4]
- 1987年　-　「クール宅急便」開発リーダーに[4]
- 1999年　-　同社中国支社長。
- 1999年6月　-　同社取締役関西支社長。
- 2004年6月　-　同社常務執行役員。
- 2005年6月　-　同社代表取締役会長。
- 2006年6月　-　ヤマトホールディングス㈱代表取締役社長・社長執行役員。
- 2008年4月　-　ヤマト運輸㈱取締役会長。
- 2011年4月　-　ヤマトホールディングス㈱代表取締役会長・ヤマト運輸㈱取締役[3]。
- 2015年4月　-　ヤマトホールディングス㈱相談役。

## テレビ出演
- 日経スペシャル カンブリア宮殿 物流イノベーション！ 進化し続ける『ヤマトのDNA』（2011年10月20日、テレビ東京）[4]

## 書籍

### 著書
- 『クロネコヤマト「個を生かす」仕事論 “伸び続ける集団"の「発想・行動・信念」』（2013年4月4日、三笠書房）ISBN 9784837924951